# Solanum huayavillense
Solanum huayavillense là loài thực vật có hoa trong họ Cà. Loài này được Del Vitto & Petenatti miêu tả khoa học đầu tiên năm 1995.